# Gnomonia
Gnomonia Ces. & De Not., 1863 è un genere di funghi ascomiceti della famiglia Gnomoniaceae. Comprende più di 60 specie. 

## Specie principali
- Gnomonia amoena
- Gnomonia betulina
- Gnomonia caryae
- Gnomonia comari
- Gnomonia dispora
- Gnomonia fimbriata
- Gnomonia iliau
- Gnomonia leptostyla
- Gnomonia nerviseda
- Gnomonia pruni
- Gnomonia rubi
- Gnomonia vulgaris